# Jessie Volt

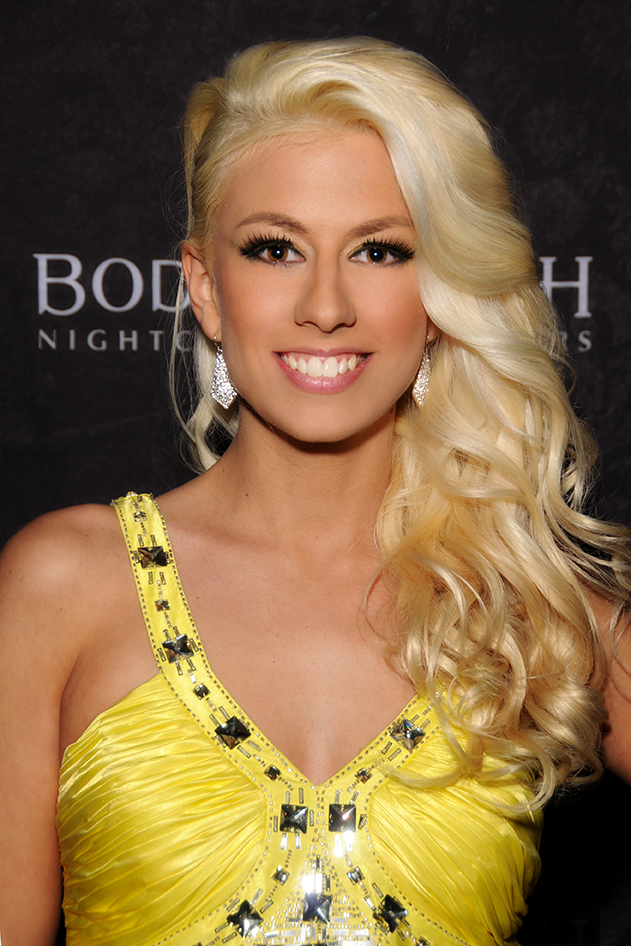
Jessie Volt bei den AVN Awards 2014

Jessie Volt (* 29. März 1990 in Bordeaux, Frankreich) ist eine französische Pornodarstellerin.

## Leben und Werdegang
Volt wurde am 29. März 1990 in Bordeaux geboren. Sie begann 2010 im Alter von 20 Jahren mit Pornografie. 
Die Internet Adult Film Database (IAFD) listete im Dezember 2022 insgesamt 340 Filme, in denen sie mitgewirkt hat. Sie arbeitete unter anderem für Brazzers, Penthouse, Twistys, Sex Art, PayOnes, Adam & Eve, Nubile Films, Glory Hole, Evil Angel, 21Sextury, Babes Network, Reality Kings, Harmony Vision, Jules Jordan Video, New Sensations, Interracial Blowbang, Digital Playground und West Coast Productions.

## Filmografie (Auswahl)
- 2010: The Mommy X-Perience 2
- 2010: My First Orgy
- 2010: Jerkoff Material 5
- 2011: Dis-moi que tu m’aimes
- 2011: Woodman Casting X 85
- 2011: Selena Rose: Sneaking Around
- 2011: Orgy: Pas si innocentes
- 2011: Infidélité
- 2011: Jesse Jane: Blackmail
- 2011: Rico the Destroyer 3
- 2011: Elastic Assholes 9
- 2011: Gape Lovers 7
- 2011: Raw 8
- 2011: Hard Anal Love: POV+
- 2011: Anal Buffet 7
- 2011: Lesbian Sex 3
- 2011: In the Butt 9
- 2012: Rocco’s World: Feet Obsession
- 2012: Initiation of Clanddi
- 2012: My Sister’s Hot Friend 25
- 2012: Brazzers Worldwide: Budapest
- 2012: The Turn On
- 2012: She Gave Up the Ass
- 2012: Jessie Volt Is My Sexy Toy
- 2012: 3somes
- 2012: Skip Trace
- 2012: Rocco’s POV 9
- 2012: Christoph Meets the Angels 2
- 2012: Down to Fuck 2
- 2012: Holiday Office Party
- 2012–2013: Evil Anal 16, 19
- 2012: Anal Supersluts
- 2012: Moms Bang Teens
- 2012: Feet Pleasure
- 2012: Rocco’s Psycho Teens 3
- 2012: Perfect Blondes
- 2013: My Friend’s Hot Girl 6
- 2013: Rocco’s World: Feet Fetish
- 2013: Mandingo Unchained
- 2013: Moms Bang Teens 4
- 2013: Lesbian Anal P.O.V. 3
- 2013: Anal Required
- 2013: Lil’ Gaping Lesbians 5
- 2013: La Danseuse
- 2013: T&A
- 2013: Pornochic 24: Ariel & Lola
- 2013: Balls Deep Anal Nymphos 2
- 2013–2014: Mr. Anal
- 2014: Sex, Passion and Lust
- 2014: Escapade with My Best Friend
- 2014: Up Her Asshole 4
- 2014: Voracious: Season Two, Volume 2, 3, 4
- 2014: Hardcore Fever
- 2014: The Cum Exchange
- 2014: Blondes Go Black
- 2014: Manuel Opens Their Asses
- 2014: Everything Butt
- 2014: Electrosluts
- 2014: The Brother Load 6
- 2014: Holly… Would
- 2014: Butt Works
- 2014: GHB: To Be or Not to Be
- 2015: Double Dicked 2
- 2015: Big Ass Toys
- 2015: Anal Buffet 11
- 2015: Jessie assistante particulière
- 2015: Handy Girls
- 2015: Lesbian Love Stories 6
- 2015: Fit to Fuck
- 2016: Anal Dementia
- 2016: Luxure – Epouses à partager
- 2016: Sinfully Yours
- 2016: Parodies Awaken
- 2016: Hard in Love
- 2016: Hard in Love II
- 2016: Cute White Girls Love Big Black Cocks
- 2016: London Knights: A Heroes & Villains XXX Parody
- 2016: Megan Escort Deluxe
- 2016: Tonight’s Girlfriend 52

## Auszeichnungen
| Jahr | Preis                 | Kategorie                                     | Resultat  |
| ---- | --------------------- | --------------------------------------------- | --------- |
| 2011 | Dorcel Visions Awards | Meilleure Actrice française                   | Nominiert |
| 2011 | Galaxy Awards         | Meilleure Débutante européenne                | Nominiert |
| 2012 | AVN Awards            | Meilleure actrice étrangère de l'année        | Nominiert |
| 2012 | Galaxy Awards         | Meilleure actrice européenne                  | Gewonnen  |
| 2012 | Urban X Awards        | Meilleure Scène en Trio                       | Nominiert |
| 2012 | Urban X Awards        | Meilleure Scène Anale                         | Nominiert |
| 2012 | Europorn 2012         | Meilleure actrice européenne                  | Gewonnen  |
| 2013 | AVN Awards            | Meilleure scène dans une production étrangère | Nominiert |
| 2013 | AVN Awards            | Meilleure actrice étrangère de l'année        | Nominiert |
| 2013 | XBIZ Award            | Meilleure Scène                               | Nominiert |